# Psilotreta frontalis
Psilotreta frontalis is een schietmot uit de familie Odontoceridae. De soort komt voor in het Nearctisch gebied.